# Bjarne Jes Hansen
Bjarne Jes Hansen (født 6. september 1944 i Kruså) er en dansk sangskriver og forfatter. Han modtog Børnebibliotekarernes Kulturpris i 1983 og Kulturministeriets Initiativpris i 1986.
Han har blandt andet skrevet Vi voksne kan også være bange. Han skrev den på to timer, efter at hans dengang seksårige datter havde spurgt: "Er det rigtigt, at de voksne også kan være bange?", hvortil han svarede, at voksne også kan blive bange. At det ikke kun var børn. Han har skrevet 399 sange i alt.

## Diskografi
Bjarne Jes Hansen har udgivet følgende album:
- Sange for børn og andre mennesker 2 (1976)
- En køn familie (1977)
- Dig og mig og alle os (1978)
- Bella Italia (1978)
- Det kan godt bli' godt (1980)
- Med salt og peber på (1982)
- Du hast doch nicht Zeit (med Klaus W. Hoffmann) (1983)
- Drengen og havet (med Niels Martinussen) (1987)
- Fluens hule (med Niels Martinussen) (1988)
- Hilsen til Sigfred (1991)
- Der er børn alle vegne (med Niels Martinussen) (1993)
- Karneval og kikærter (med Thomas Clausen) (2017)

og en single:
- Vi voksne kan også være bange (med Gnags) (1984)

## Privat
Han blev student fra Vestfyns Gymnasium i 1964. Han er pr. 2017 gift med Winni og har to børn og fem børnebørn.